# Saison 2003-2004 du Football Club auscitain
La saison 2003-2004 du Football Club auscitain voit le FC Auch remporter le championnat de Pro D2, c’est le premier titre du club depuis 1947.

## Les matchs de la saison

### À domicile
- Auch-Albi 29-16
- Auch-Aurillac 25-3
- Auch-Bordeaux 16-6
- Auch-Bayonne 22-21
- Auch-Oyonnax 45-16
- Auch-Dax 48-23
- Auch-La Rochelle 12-5
- Auch-Lyon OU 21-9
- Auch-Mont de Marsan 14-3
- Auch-Limoges 27-10
- Auch-Perigueux 26-18
- Auch-Racing 32-8
- Auch-Tarbes 18-17
- Auch-Toulon 27-18
- Auch-Tyrosse 48-3

### À l’extérieur
- Albi-Auch 21-22
- Aurillac-Auch 20-20
- Bordeaux-Auch 6-14
- Bayonne-Auch 23-8
- Oyonnax-Auch 18-6
- Dax-Auch 10-15
- La Rochelle-Auch 21-43
- Lyon OU-Auch 33-6
- Mont de Marsan-Auch 25-18
- Limoges-Auch 8-17
- Périgueux-Auch 14-9
- Racing-Auch 20-27
- Tarbes-Auch 16-28
- Toulon-Auch 18-16
- Tyrosse-Auch 30-20

## Classement
| N° | Clubs              | Points | J  | V  | Nul | D  | PP  | PC  | Diff. |
| -- | ------------------ | ------ | -- | -- | --- | -- | --- | --- | ----- |
| 1  | Aviron bayonnais   | 74     | 30 | 21 | 2   | 7  | 680 | 462 | 218   |
| 2  | FC Auch            | 74     | 30 | 22 | 0   | 8  | 667 | 466 | 201   |
| 3  | Lyon OU            | 71     | 30 | 20 | 1   | 9  | 776 | 482 | 294   |
| 4  | US Dax             | 68     | 30 | 19 | 0   | 11 | 741 | 557 | 184   |
| 5  | Stade rochelais    | 62     | 30 | 16 | 0   | 14 | 600 | 601 | -1    |
| 6  | US Oyonnax         | 61     | 30 | 14 | 3   | 13 | 611 | 644 | -33   |
| 7  | Tyrosse RCS        | 60     | 30 | 15 | 0   | 15 | 585 | 685 | -100  |
| 8  | RC Toulon          | 58     | 30 | 14 | 0   | 16 | 655 | 656 | -1    |
| 9  | Tarbes Pyrénées    | 57     | 30 | 13 | 1   | 16 | 624 | 582 | 42    |
| 10 | Stade aurillacois  | 57     | 30 | 13 | 1   | 16 | 591 | 600 | -9    |
| 11 | SC Albi            | 57     | 30 | 12 | 3   | 15 | 602 | 617 | -15   |
| 12 | Stade montois      | 54     | 30 | 12 | 0   | 18 | 532 | 586 | -54   |
| 13 | Métro Racing 92    | 53     | 30 | 11 | 1   | 18 | 615 | 807 | -192  |
| 14 | USA Limoges        | 53     | 30 | 11 | 1   | 18 | 474 | 699 | -225  |
| 15 | CA Bègles-Bordeaux | 51     | 30 | 10 | 1   | 19 | 526 | 678 | -152  |
| 16 | CA Périgueux       | 50     | 30 | 9  | 2   | 19 | 551 | 708 | -157  |

Clé:  J: matchs joués, V: victoires, D: défaites, PP: points pour, PC : points contre, Diff: différence
il est attribué 3 points pour une victoire, 2 points pour un match nul, 1 point pour une défaite, 0 point pour un forfait.
En jaune les 4 équipes qualifiées pour le tour final ; En rose les 2 équipes reléguées en fédérale 1.

### Phases finales

#### Demi-finale
- FC Auch 16 - 11 Lyon OU

#### Finale
| Samedi 19 juin 2004 | Aviron bayonnais | 9 - 26 (6 - 9) | FC Auch | Stade du Hameau, Pau Arbitre : Gastou |
| Samedi 19 juin 2004 | Pénalité(s) : 3 Daniel Griffiths (9e), Daniel Griffiths (40e), Christophe Lamaison (64e) Carton(s) jaune(s) : 1 Thierry Cléda (4e) Carton(s) rouge(s) : 1 Sylvain Jonnet (39e) |                | Essai(s) : 2 Grant Hill (52e), Raphaël Bastide (77e) Transformation(s) : 2 Jean-Baptiste Dambielle (52e), Jean-Baptiste Dambielle (77e) Pénalité(s) : 4 Jean-Baptiste Dambielle (12e), Jean-Baptiste Dambielle (25e), Jean-Baptiste Dambielle (31e, Jean-Baptiste Dambielle (74e) Carton(s) jaune(s) : 3 Mickaël Lebel (4e), Stephan Saint-Lary (43e), Julien Sarraute (48e) | Stade du Hameau, Pau Arbitre : Gastou |
| Samedi 19 juin 2004 | |                | | Stade du Hameau, Pau Arbitre : Gastou |

| Titulaires · Sylvain Jonnet 15 · Nicolas Martin 14 · Cédric Laborde 13 · Léo Pesteil 12 · 45e Daniel Griffiths 11 · Daniel Larrechea 10 · 64e Grégory Sudre 9 · Yannick Lamour 8 · Louis Massabeau 7 · 41e Guillaume Combes 6 · 79e Mikaera Tewhata 5 · 76e Thierry Cléda 4 · Yvan Abbadie 3 · 78e Laurent Salles 2 · 55e Jean-Marie Usandisaga 1 · Remplaçants · 78e Macia 16 · 55e Christophe Dabbadie 17 · 76e Anthony Healy 18 · 79e Pierre Pardon 19 · 64e Julien Tilloles 20 · 45e Marc Jourdaine 21 · 41e Christophe Lamaison 22 · Entraîneur · Thierry Mentieres, Pierre Peytavin |  | Titulaires · 15 Jean-Baptiste Dambielle · 14 Jérôme Suderie · 13 Julien Sarraute 75e · 12 Nicolas Pagotto · 11 Raphaël Bastide · 10 Beñat Arrayet · 9 Thierry Lacourt 79e · 8 Grégory Patat · 7 Mickaël Lebel 79e · 6 Stephan Saint-Lary 79e · 5 Tao Tapasu 70e · 4 Hamid Arif · 3 Grégory Menkarska · 2 Grant Hill 70e · 1 Alexandre Esquirol 64e · Remplaçants · 16 Fabien Marque 70e · 17 Jean Baptiste Soucek 64e · 18 Guillaume Bortolaso 70e · 19 Grégory Hanocque 79e · 20 Philippe Rodès 79e · 21 Vincent Roigé 79e · 22 Frédéric Couzier 75e · Entraîneur · Henry Broncan |

## Effectif
- Arrières : Jean-Baptiste Dambielle
- Ailiers : Raphaël Bastide, Julien Kinane
- Centres : Nicolas Pagotto, Julien Sarraute, Anthony Lagardère
- Ouvreurs : Benjamin Dambielle, Beñat Arrayet
- Demis de mêlée : Thierry Lacourt, Stephen Lericheux
- Troisièmes lignes centre : Grégory Patat, Guillaume Bortolaso
- Troisièmes lignes aile : Mickaël Lebel, Stephan Saint-Lary, Philippe Rodes
- Deuxièmes lignes : Tao Tapasu, Hamid Arif, Nicolas Lafitte
- Talonneurs : Grant Hill, Nicolas Sentous, Sébastien Bortolucci
- Piliers : Nicolas Decamps, Jason Hooper, Grégory Menkarska, Yohan Marty

## Transferts
Mis à part les tragiques départs du talonneur Grant Hill pour Grenoble et du demi d'ouverture Benjamin Dambielle pour Biarritz Auch gardera la quasi-totalité de son effectif, les renforts les plus notables étant ceux du demi d'ouverture espoir de Béziers Yannick Lafforgue et du demi de mêlée espoir d'Agen, Brice Salobert. Un atout jeune, sans effet de manche, sur lequel ce club centenaire a décidé de tout miser.